# Thailandorchestia rhizophila
Thailandorchestia rhizophila — вид бокоплава родини Protorchestiidae. Описаний у 2022 році.

## Поширення
Ендемік Таїланду. Виявлений між корінням мангрових заростей в окрузі Ко Кут провінції Трат на сході країни.

## Назва
Родова назва Thailandorchestia походить від назви країни Таїланд у поєднанні зі стовбуровим родом бокоплавів Orchestia. Видова назва rhizophila перекладається як «любитель коренів» і вказує на спосіб життя рачка.

## Екологія
Мешкає у гнилих колодах і корінні мангрових заростей у найм'якішій частині під корою. Мангровий ліс типового місцезнаходження розташований біля невеликого струмка за 50 метрів від пляжу. Осад у лісі — мулистий пісок, змішаний з листовим опадом.